# Société du Saint-Nom-de-Jésus
 (mars 2023).
 (mai 2023).
La Société du Saint Nom, officiellement connue sous le nom de Confrérie du Très Saint Nom de Dieu et de Jésus, est une confrérie catholique romaine de laïcs et est l'une des nombreuses qui sont sous la garde de l'ordre dominicain. Il est ouvert à tous les adultes catholiques. L'objet principal de la société est d'engendrer le respect du Saint Nom de Dieu et de Jésus-Christ. Les membres se consacrent également à réparer, notamment, le blasphème, le parjure et l'immoralité.

## Histoire
Le Concile de Lyon en 1274 a souligné la nécessité pour les fidèles d'avoir une dévotion particulière au Saint Nom de Jésus. Les Dominicains, qui diffusaient activement le message chrétien à cette époque dans une croisade contre les Albigeois, relevèrent le défi et prêchèrent la puissance du Saint Nom de Jésus. Ils ont répandu la dévotion de manière extrêmement efficace. Dans chaque église dominicaine, des autels, des confréries et des sociétés ont été érigés partout en l'honneur du Saint Nom de Jésus.
La dévotion grandit rapidement avec la prédication de l'ordre dominicain et de plusieurs saints comme Bernardin de Sienne (un franciscain) et Jean de Capistran. La dévotion et les confréries ont reçu un nouvel élan grâce à plusieurs concessions d'indulgence du pape Boniface IX, et du pape Jules II. La première Société du Saint Nom au sens moderne a été fondée au début du XVe siècle par Didacus de Victoria, l'un des plus grands prédicateurs de la dévotion au Saint Nom. Il fonda la « Société du Saint Nom de Dieu » et créa une règle pour sa gouvernance dont le but « était de réprimer l'horrible profanation du Saint Divin par les blasphémateurs, les parjures et par les hommes dans leur conversation ordinaire. »
Longtemps après la mort de Didacus en 1450, le pape Pie IV approuva la société le 13 avril 1564. Plus tard, la Société du Saint Nom de Jésus fusionne avec la « Confraternité du Très Saint Nom de Jésus », tout en maintenant la règle établie par Didacus. La société fut par la suite connue sous le titre de « Confraternité contre les serments. » Plusieurs papes suivant Pie IV aux XVIe et XVIIe siècles ont également fait de la Confrérie un objet de préférence particulière, notamment le pape Innocent IX qui a fortement encouragé sa promotion et émis des ordonnances réglementant son organisation.
La prochaine étape majeure dans la formation de la société moderne survint le 21 juin 1571, lorsque saint Pie V publia le Motu proprio Decet Romanum, qui restreignit l'érection canonique de la confrérie entière à la juridiction de l'ordre dominicain et formellement reconnu « La Confraternité des Très Saints Noms de Dieu. » Une fusion finale eut lieu le 26 mai 1727, lorsque le pape Benoît XIII confirma les divers privilèges à la fois sur la « Confraternité du Saint Nom de Dieu » et sur la « Société du Nom de Jésus » dans son document Pretiosus. Les deux confréries furent fusionnées sous le nom de « La Confraternité des Très Saints Noms de Dieu et de Jésus », et les droits exclusifs de leur gouvernance ont été donnés aux Dominicains. Afin d'établir une Société locale du Saint Nom, l'approbation doit être accordée par l'ordre dominicain, sous forme de lettres patentes.
Jusqu'aux réformes conciliaires des années 1970, la Holy Name Society était une société d'hommes. Alors que certaines sociétés paroissiales du Saint Nom sont encore entièrement masculines, la Société du Saint Nom dans son ensemble accueille désormais les hommes et les femmes catholiques.

## Symboles
La Société utilise un symbole de tête d'homme, surmontant une auréole rayonnée, avec une petite croix latine devant sa bouche. La devise de la Société est Hallowed be Thy Name, qui se trouve sur le bord inférieur du symbole, le bord supérieur portant les lettres « HNS », faisant référence aux initiales de la Société[réf. nécessaire].

### Canonisation du bienheureux Jean de Vercelli
L'autre cause recherchée par la Fraternité est la canonisation du bienheureux Jean de Verceil (ordre dominicain), pour laquelle des prières sont dites à toutes les réunions de la Société. Il est considéré comme le « père fondateur » de la Société du Saint-Nom, car c'est lui qui a offert à l'ordre dominicain le devoir de promouvoir la dévotion au Saint-Nom au Second Concile de Lyon en 1274 (en raison de la mort de Thomas d'Aquin en route pour le concile).
C'était un homme érudit, fortement impliqué dans le concile. Il était, entre autres, presque élu pape et avait été maître général de l'ordre dominicain.